# Jana Zielinski
Jana Zielinski (* 27. února 1975) je ředitelkou mezinárodního festivalu Designblok a iniciátorkou vzniku Akademie designu České republiky, která každoročně udílí Ceny Czech Grand Design. Stojí za řadou dalších projektů podporujících českou designérskou scénu, jako například značkou Křehký a festivalem sběratelského designu Křehký Mikulov, vznikem Asociace českého průmyslového designu a dalších.

## Vzdělání
Jana Zielinski je absolventkou Filozofické fakultě Univerzity Karlovy, studovala obory Dějiny umění a Sociální práce. V roce 2018 jí byl udělen čestný doktorát Vysokou školou uměleckoprůmyslovou v Praze za mimořádný přínos českému designu.

## Kariéra
Ještě při studiích na Filozofické fakultě Univerzity Karlovy produkovala s Národní galerií cyklus Umělci v nových médiích (1998–2001) zaměřený na elektronická média, umění ve virtuálním prostoru a digitální grafický design. Jednalo se v dané době o přelomové, nově fungující odvětví vizuálního umění. Současně byla oslovena Galerií hlavního města Prahy, aby vedla PR a marketing této instituce (1999–2001). Jana Zielinski stála také u zrodu festivalu nových médií Enter multimediále (2000), produkovala tanec člověka/stroje Stelarca na pražském Vítkově a podílela se na časopisu Dotyk.
V roce 2004 založila agenturu Profil Media, která stojí za organizací a komunikací významných kulturních událostí, včetně Designbloku – Mezinárodního designového festivalu v Praze, značky Křehký a festivalu Křehký Mikulov, a Cen Czech Grand Design. Agentura zároveň zastupuje přední mezinárodní designové značky na českém a slovenském trhu, včetně švýcarské společnosti Vitra.
V roce 2006 s kolegou Jiřím Mackem iniciovala vznik Akademie designu České republiky, která od té doby každoročně udílí Ceny Czech Grand Design osobnostem s nejvýznamnějšími počiny za daný kalendářní rok v oborech produktový design, móda, šperk, ilustrace, grafický design a fotografie. Akademie také uvádí mimořádné osobnosti za jejich celoživotní dílo do Síně slávy.

### Designblok– Mezinárodní festival designu v Praze
Od roku 2001 působí Jana Zielinski jako ředitelka festivalu Designblok, který se od svého vzniku v roce 1999 stal nejvýznamnějším festivalem současného designu ve střední Evropě. Designblok – Mezinárodní festival designu v Praze je největší přehlídkou designu a módy ve střední a východní Evropě a koná se každoročně v říjnu v různých architektonicky významných lokalitách Prahy.
Šestidenní festival zahajuje tzv. Den profesionálů, určený odborné veřejnosti, na který navazuje pětidenní program pro široké publikum. Každý rok představuje novinky více než dvou set pečlivě vybraných designérů, studií a značek z České republiky i ze zahraničí. Kurátorované výstavy reflektují aktuální společenská témata a propojují mladé talenty s etablovanými osobnostmi oboru. Designblok funguje jako kreativní, profesní i obchodní platforma pro setkávání designérů, výrobců, architektů, kurátorů, novinářů, nákupčích a milovníků designu.
Součástí festivalu je rovněž doprovodný program zahrnující přednášky, panelové diskuze, módní přehlídky, networkingová setkání a další speciální události. Designblok každoročně navštíví přes 41 000 návštěvníků.

Festival pravidelně spolupracuje s významnými českými galeriemi a muzei, podílí se na zahraniční reprezentaci českého designu a přiváží do Prahy přední osobnosti světového designu. Mezi významné aktivity patří také podpora talentů – Designblok stojí například za největší evropskou soutěží pro absolventy designérských škol Diploma Selection, za programem Designblok Talent Cards, a od roku 2025 také za diskuzní platformou Designblok Talks, která má ambici stát se největší českou konferencí o současném designu a architektuře.

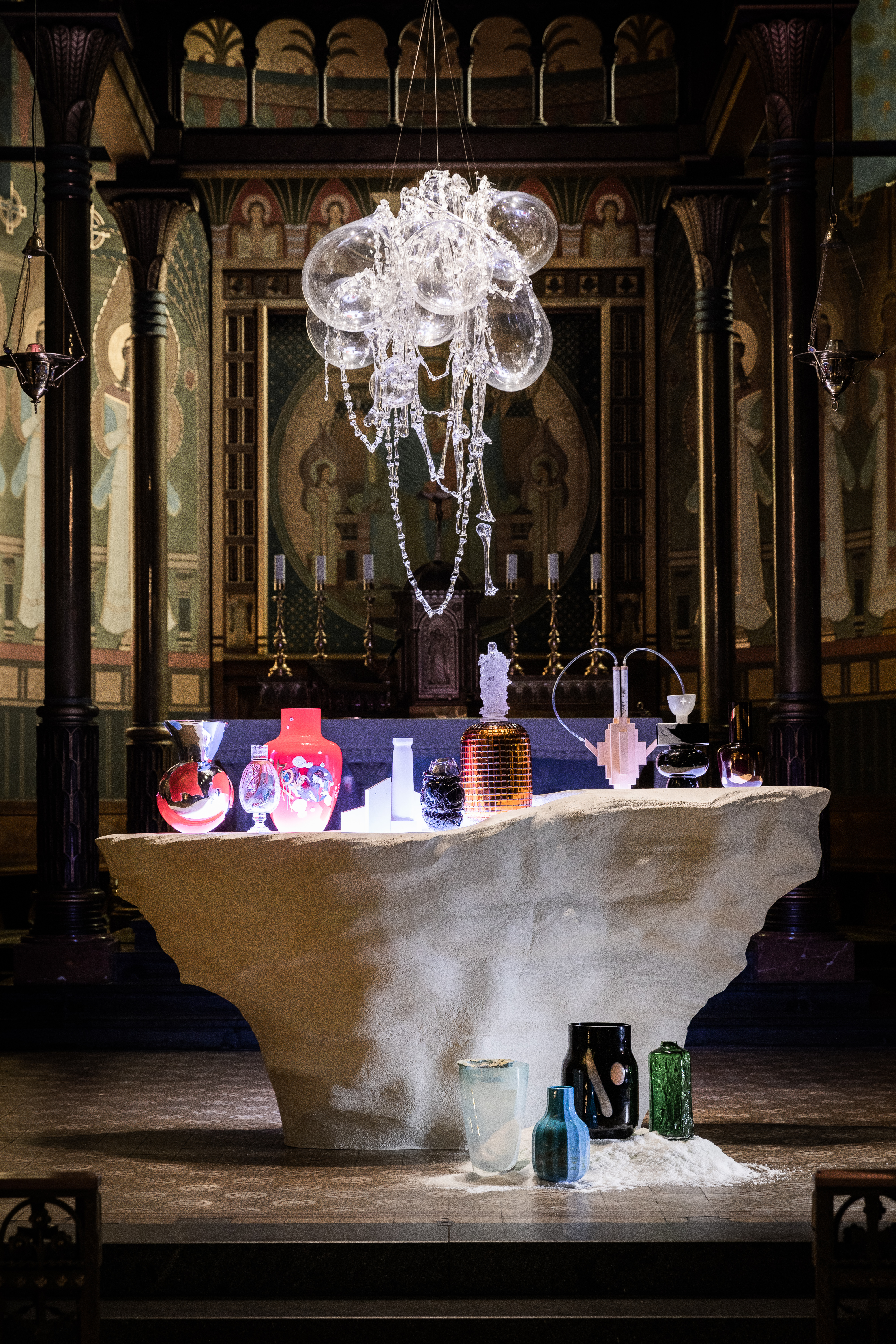
Instalace ArtHouse v Gabriel Loci na Designbloku 2021.
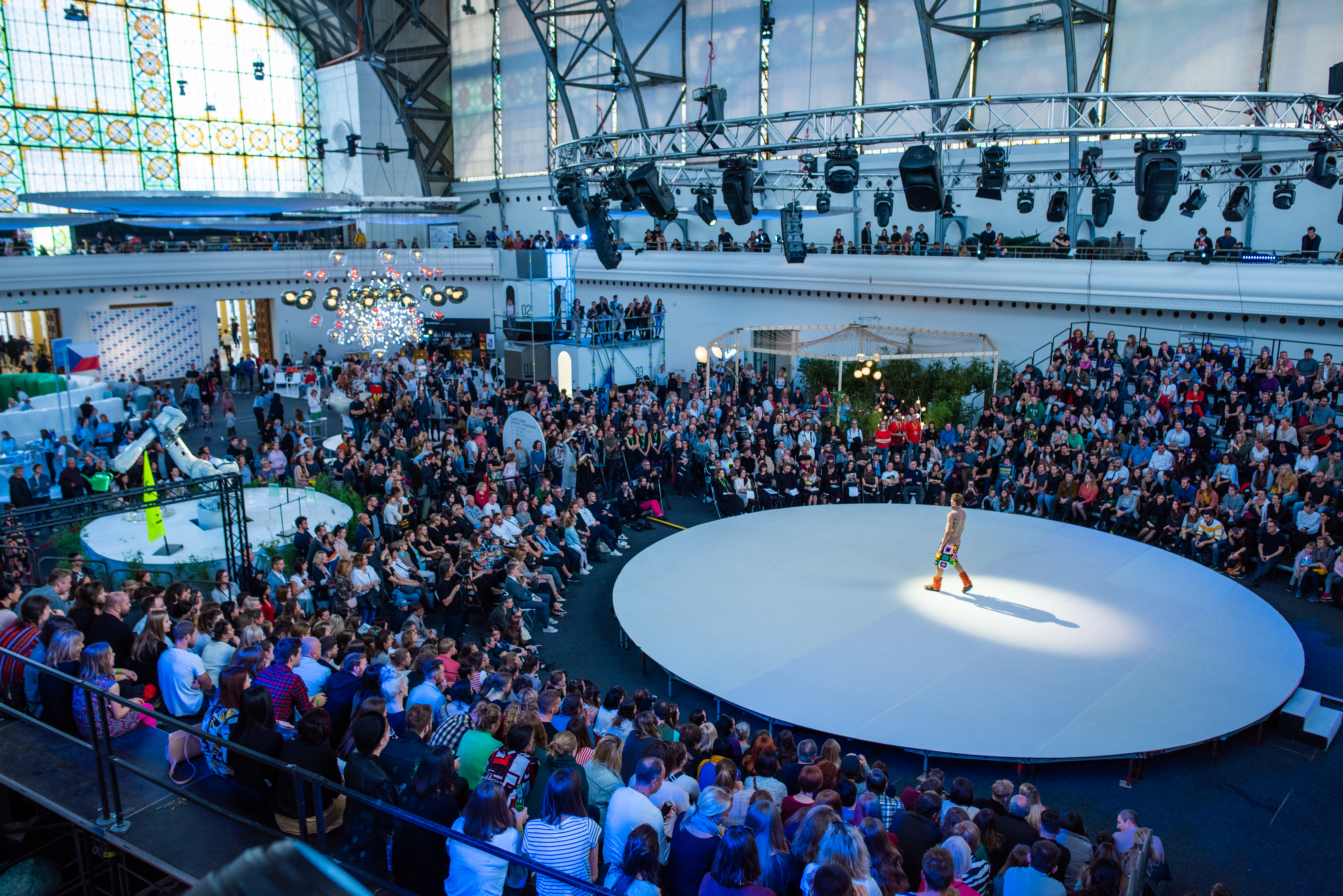
Přehlídka Diploma Selection na pražském Výstavišti.
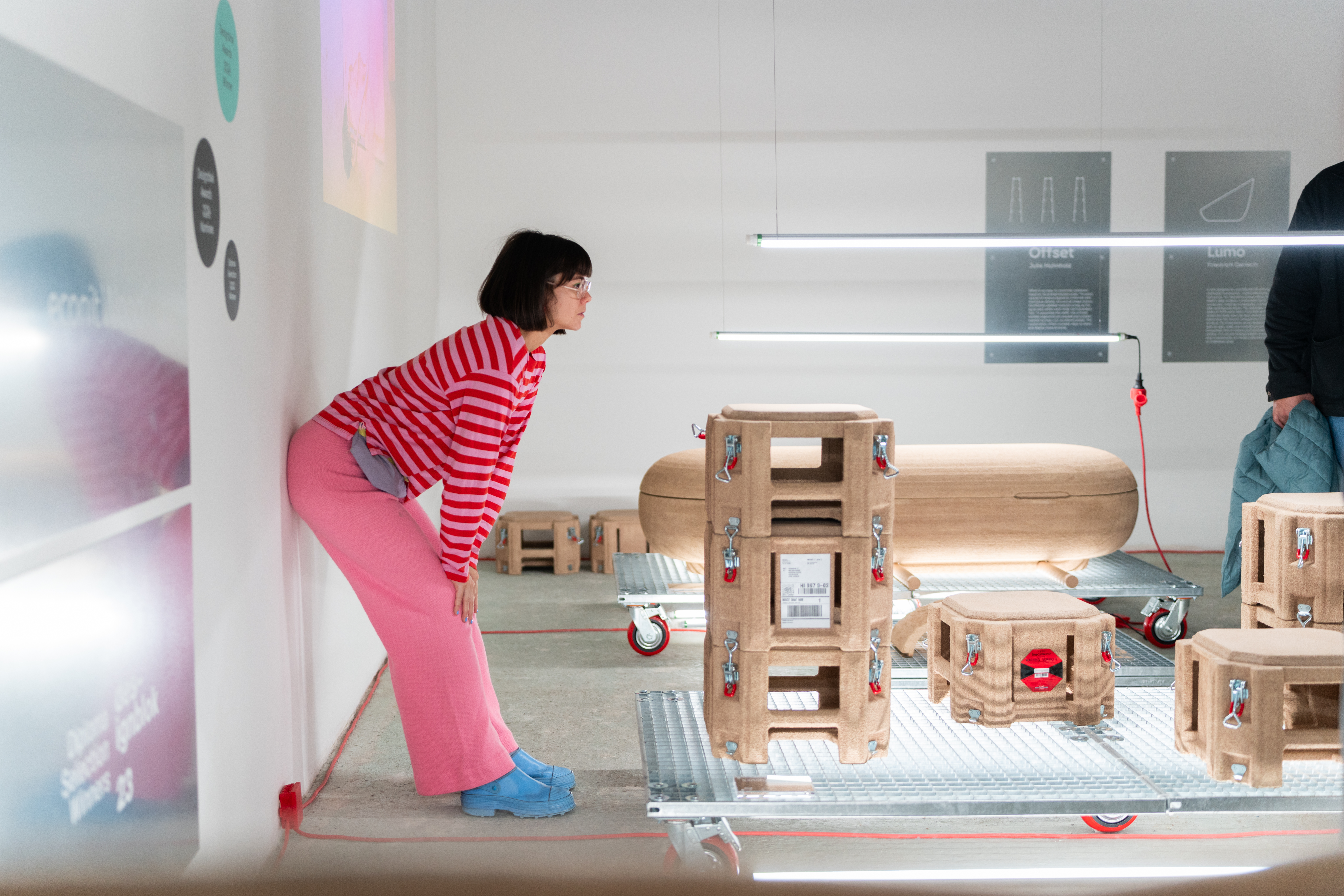
Instalace v Openstudio na Designbloku 2024.
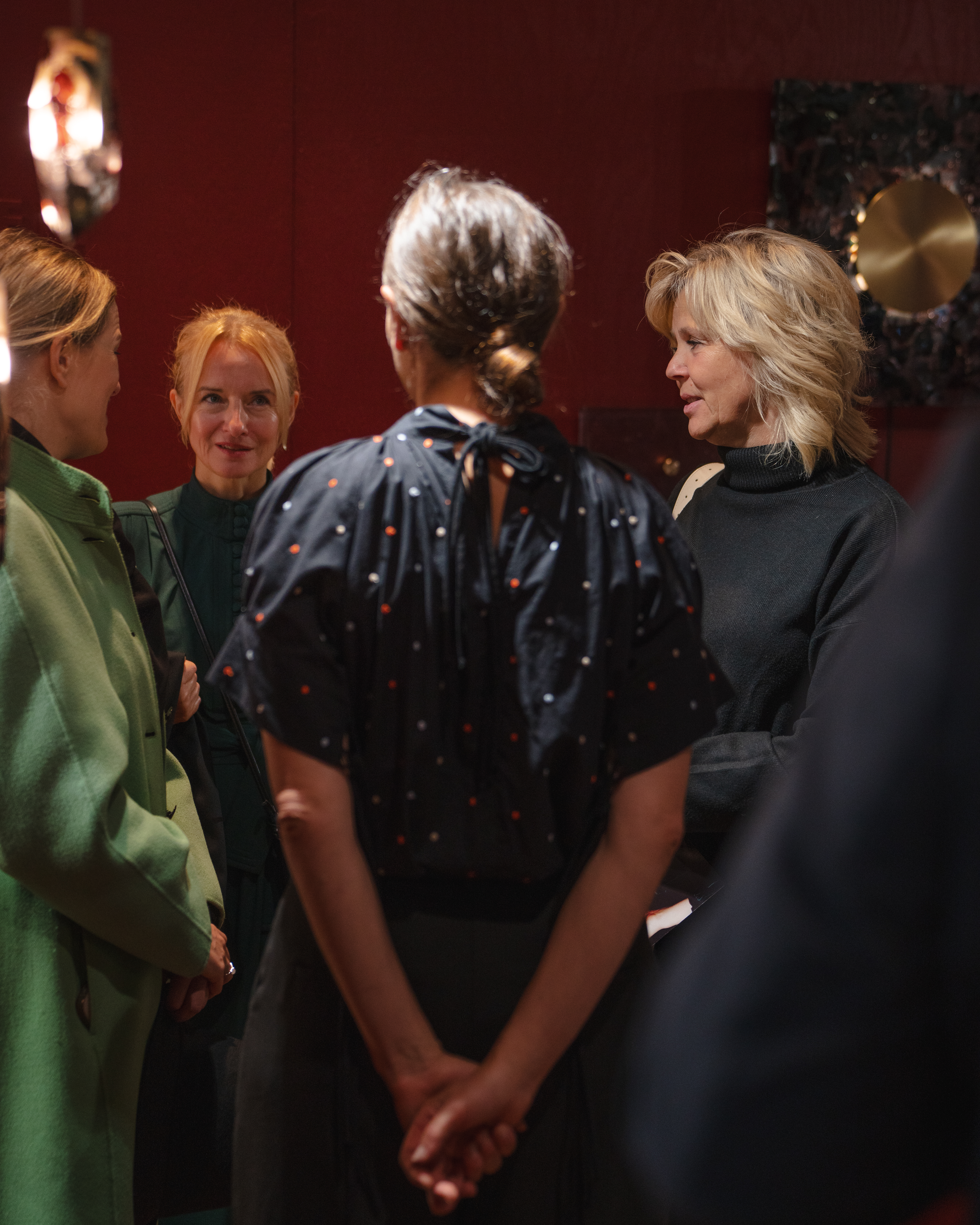
První dáma České republiky, Eva Pavlová, na výstavě High Craft na Pražském hradě v rámci Designbloku 2024.
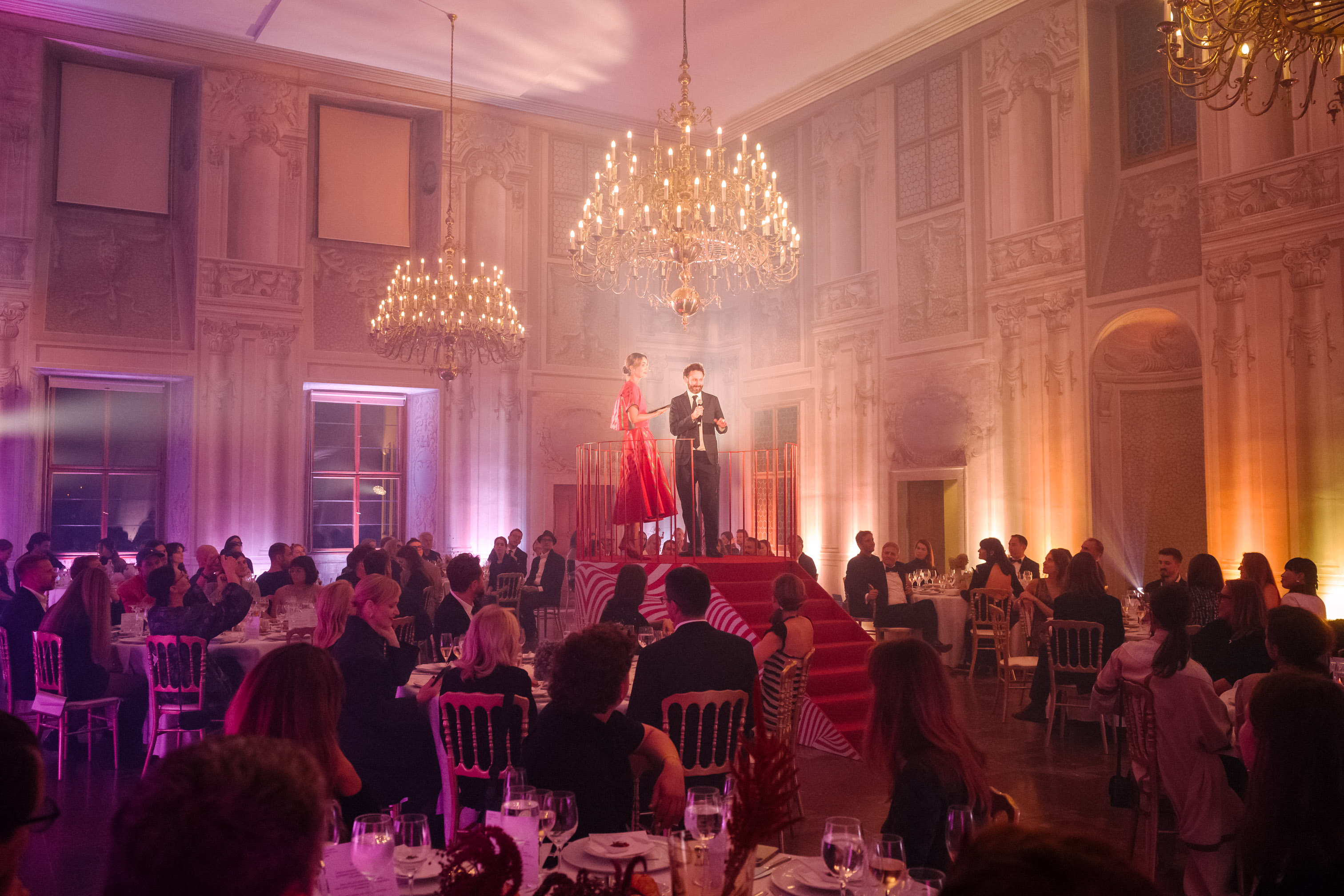
Slavnostní zakončení a předávání cen v Lobkowiczkém paláci v Praze.
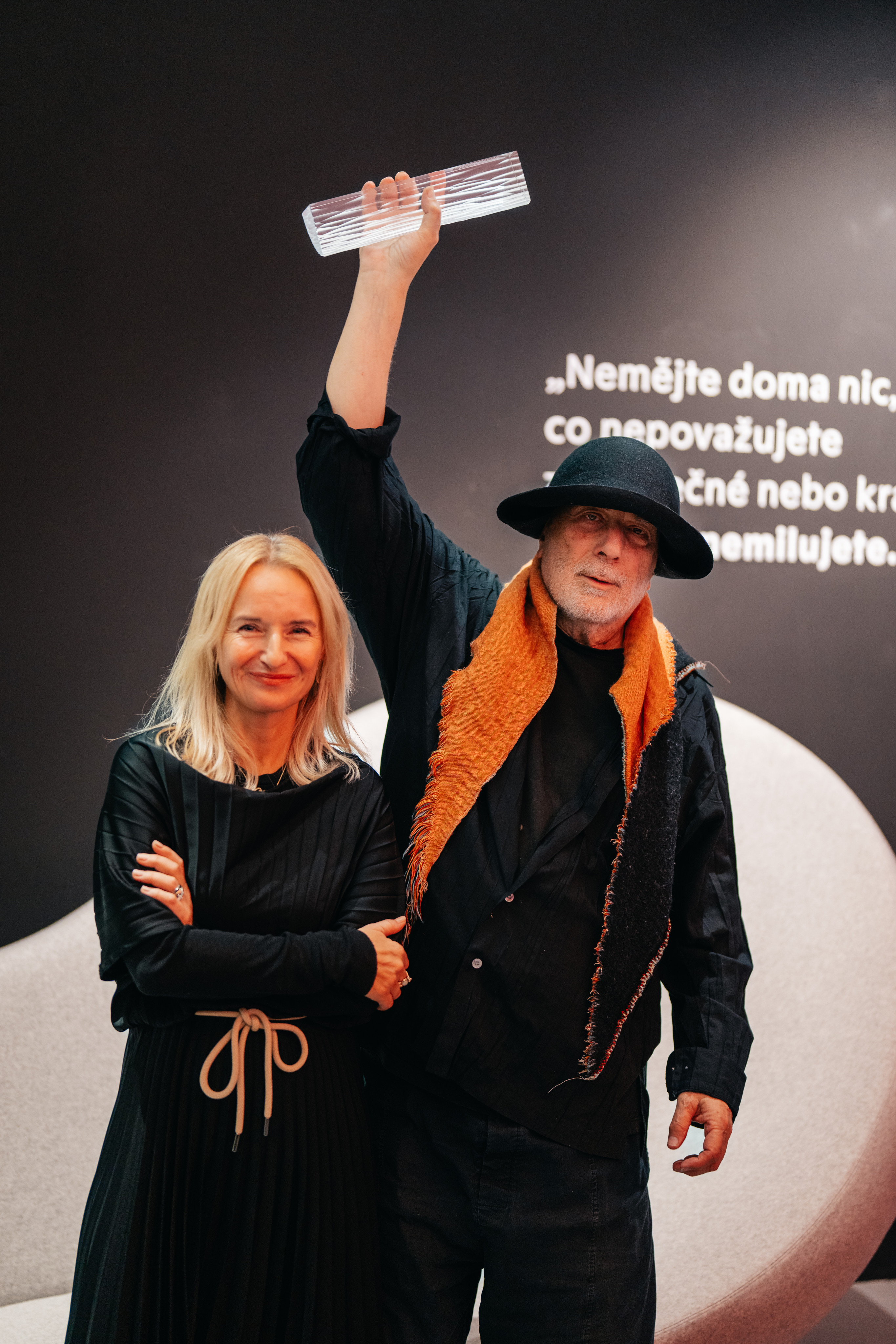
Ředitelka Designbloku s Ronem Aradem, který si na Designbloku 2024 převzal Cenu za celoživotní přínos světovému designu.
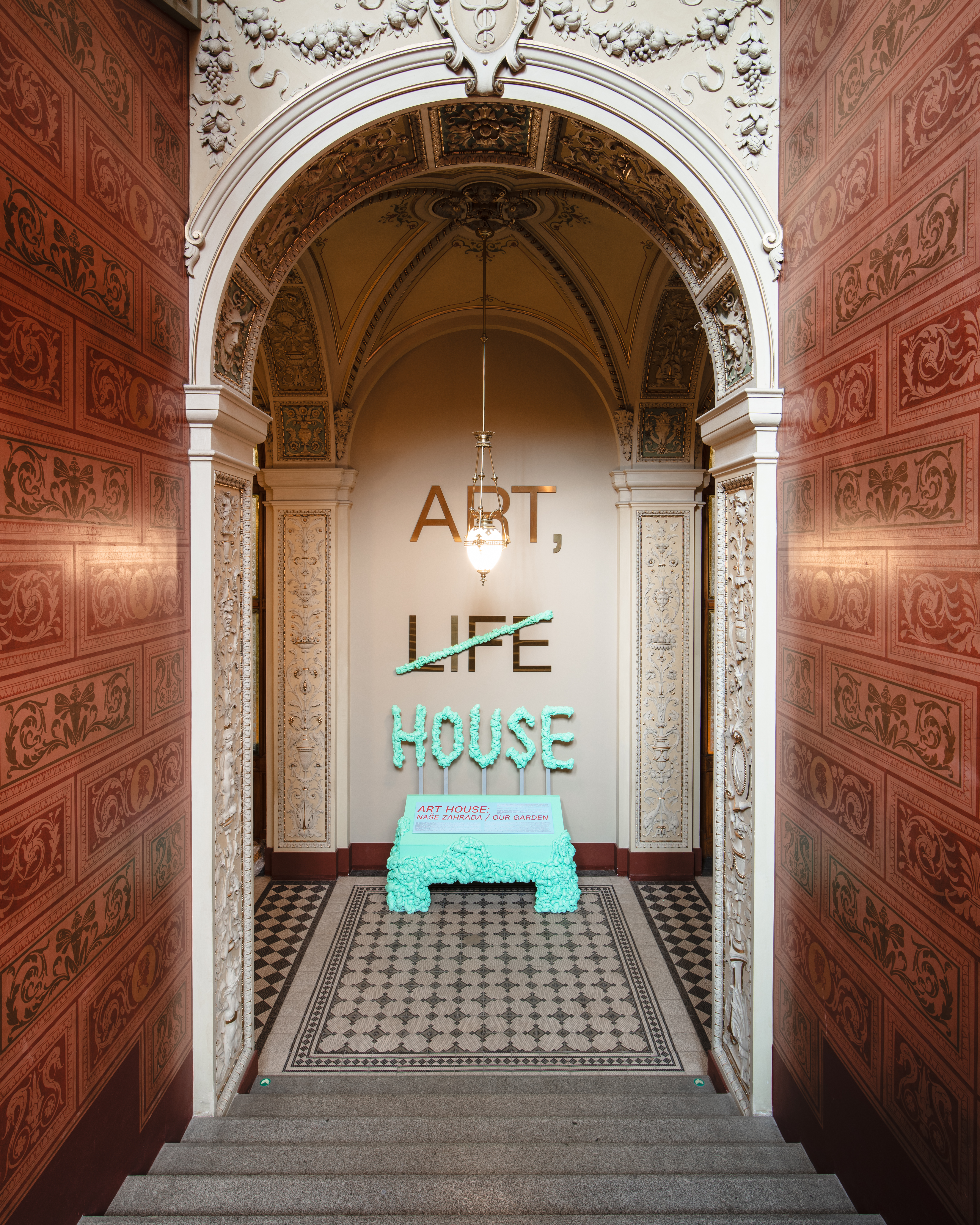
Výstava ArtHouse v prostorách Uměleckoprůmyslového paláce v Praze.

### Ceny Czech Grand Design

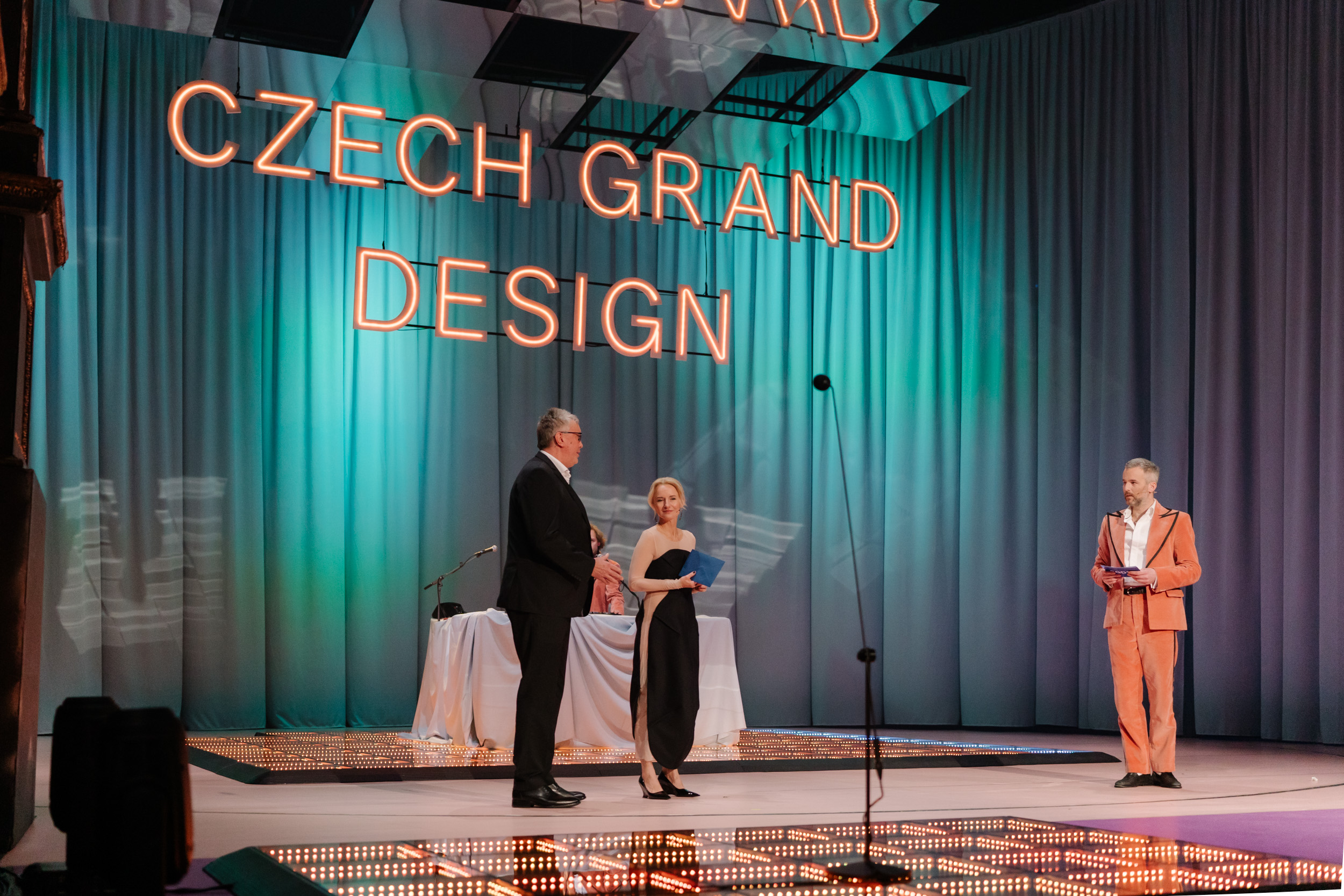
Slavnostní předávání cen Czech Grand Design za rok 2024 ve Stavovském divadle v Praze.

V roce 2006 se Jana Zielinski spolu s Jiřím Mackem, Andreou Běhounkovou, Petrem Tschakertem, Janem Králíčkem a Helenou Koenigsmarkovou podílela na založení Akademie designu České republiky, nezávislé odborné platformy sdružující kurátory, teoretiky, novináře, pedagogy a další profesionály působící v oblasti designu. Jejím hlavním cílem je propagace kvalitního českého designu a každoroční udělování Cen Czech Grand Design, které oceňují nejvýraznější počiny uplynulého roku v oblastech jako je produktový design, módní design, šperk, ilustrace, grafický design, fotografie a další.
Vítěze jednotlivých kategorií volí akademie ve vícekolovém hlasování. Nejvyšším oceněním je titul Designér roku – Grand designér, který reflektuje celkový přínos dané osobnosti české designérské scéně. Akademie zároveň uděluje cenu za celoživotní přínos formou uvedení do Síně slávy českého designu.
Slavnostní vyhlášení vítězů je každoročně vysíláno živě na stanici ČT art a představuje jednu z nejvýznamnějších kulturních událostí v oblasti designu v Česku. Předávání cen často doprovází výstavní projekty, které prezentují práce finalistů a vítězů — například v Museu Kampa, Kunsthalle Praha nebo dalších prestižních galeriích.

### Křehký
V roce 2010 založila Jana Zielinski společně s Jiřím Mackem značku Křehký, která se zaměřuje na současný sběratelský design s důrazem na ruční výrobu, autorský přístup a poetiku objektu. Impulsem ke vzniku značky byl výstavní projekt Křehký – Emocionální krajina českého designu, který prezentoval výběr výrazných děl českého designu skla a porcelánu.

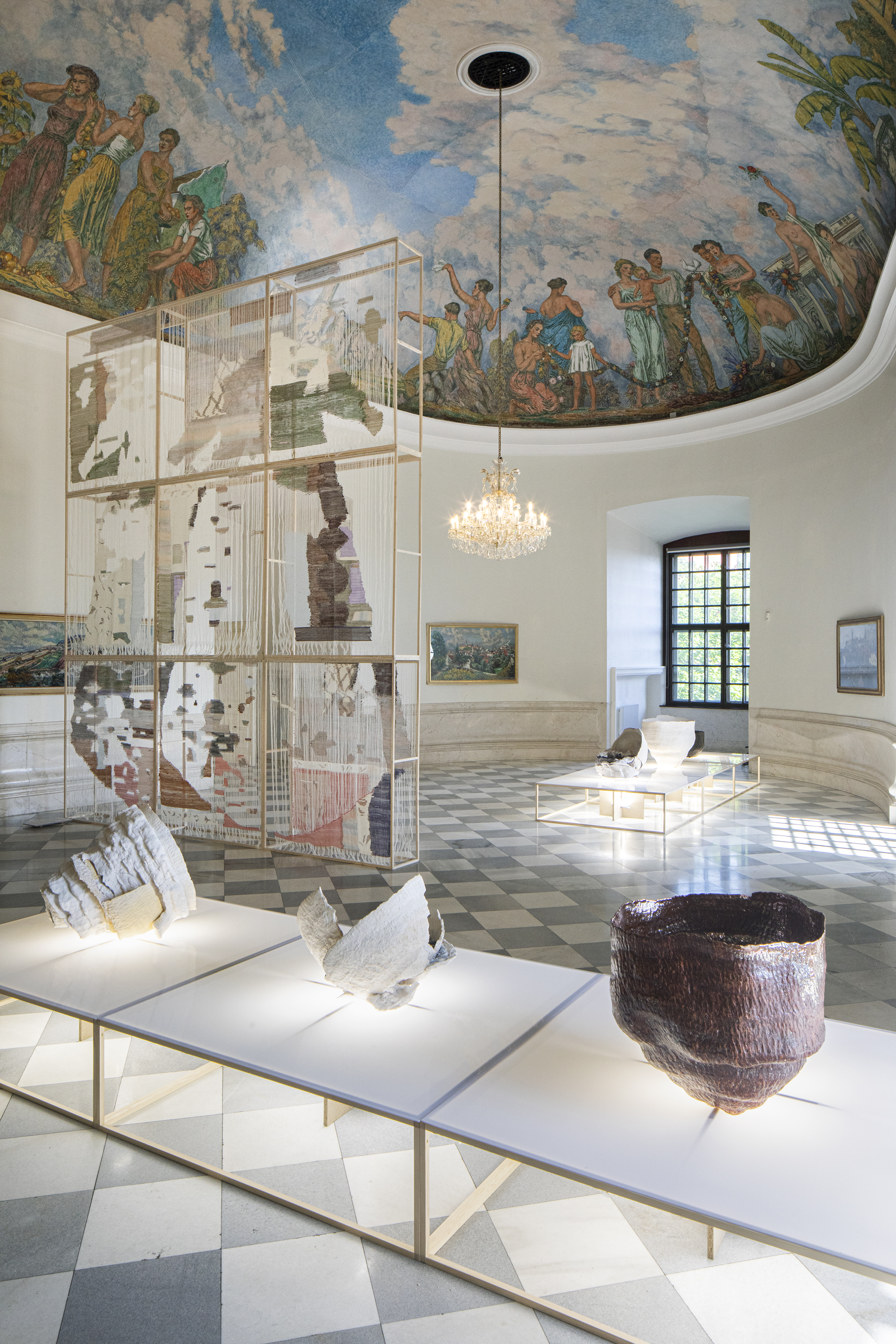
Výstava Křehký Mikulov 2025 v prostorách barokního zámku Mikulov.

Křehký spolupracuje s předními českými i zahraničními designéry, mezi které patří například Jakub Berdych Karpelis, Lucie Koldová, Maxim Velčovský, Studio Olgoj Chorchoj, Mette Saabye (DK), Ionna Vautrin (FR), Marco Dessí (IT), Ineke Hans a Frédérick Gautier (FR). Spolupráce vedou ke vzniku limitovaných edicí autorských designových objektů na pomezí užité tvorby a volného umění.
Značka se pravidelně prezentuje na významných mezinárodních přehlídkách, jako jsou Milan Design Week, Maison et Objet v Paříži, Designblok nebo London Design Festival. Křehký si za dobu svého působení vybudoval renomé jako značka kombinující kurátorský přístup, vysokou řemeslnou kvalitu a emocionální rozměr designu.
Ve stejném roce 2010 spoluzaložila Zielinski také festival Křehký Mikulov, který se každoročně koná na zámku v Mikulově v koprodukci s Regionálním muzeem v Mikulově. Festival je zaměřen na prezentaci sběratelského designu v kontextu historického prostředí, krajiny a současné kultury. Koná se každoročně o posledním květnovém víkendu a kromě hlavních výstav, které Zielinski spolukurátoruje, zahrnuje také prezentace studentů ze čtyř vysokých uměleckých škol – Fakulty umění a designu UJEP v Ústí nad Labem, Fakulty designu a umění Ladislava Sutnara v Plzni, UMPRUM v Praze a Vysoké školy výtvarných umení v Bratislavě.

### Kurátorské působení
Kromě každoročních aktivit spojených s festivaly Designblok a Křehký Mikulov se Jana Zielinski dlouhodobě věnuje také kurátorské činnosti. Společně s Jiřím Mackem připravila řadu významných výstav zaměřených na prezentaci českého designu v mezinárodním kontextu.
V roce 2010 kurátorovali výstavu Archiv zázraků pro světovou výstavu Expo v Šanghaji, která představila výběr objektů reprezentujících současný český design a kreativní průmysly. V roce 2015 vytvořili výstavu Domus pro projekt Plzeň – Evropské hlavní město kultury, a v roce 2018 připravili výstavu Avant Garde v rámci oslav 100. výročí vzniku Československa, zaměřenou na progresivní přístupy v českém designu.

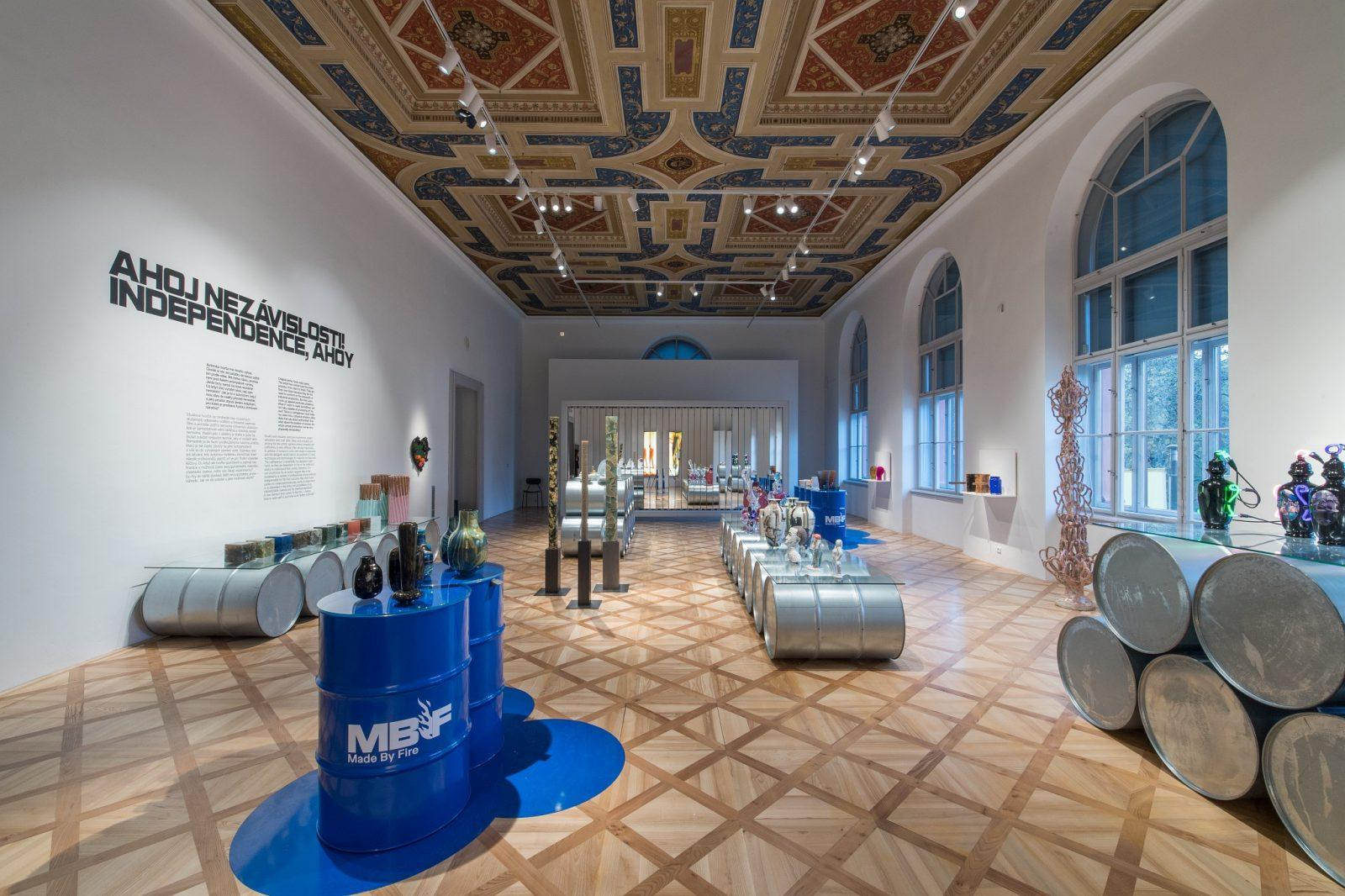
Výstava Made By Fire v Moravské galerii v Brně.

Významným kurátorským počinem byla také výstava Made by Fire (2023), největší přehlídka současného českého skla a porcelánu, uvedená během Milan Design Weeku v rámci Salone del Mobile. Výstava vznikla ve spolupráci s Moravskou galerií v Brně, kde je dále prezentována ve své rozšířené verzi.

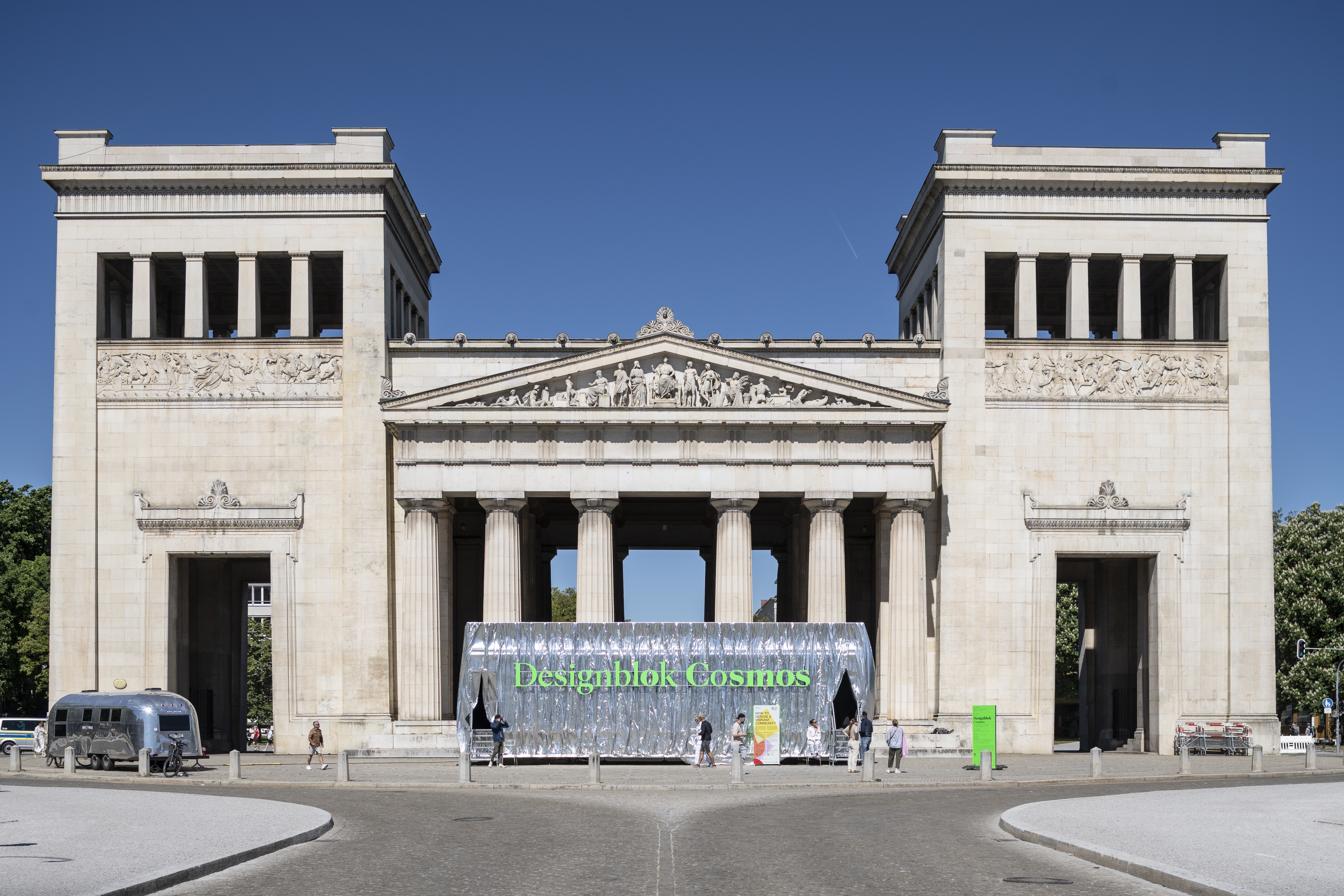
Výstavní koncept Designblok Cosmos v Mnichově.

Zielinski a Macek stáli rovněž za výstavním konceptem Designblok Cosmos, který byl představen v roce 2024 na Pražském hradě u příležitosti 25. výročí festivalu Designblok. Výstava zkoumala vztah designu, vědy a duchovního myšlení prostřednictvím objektů, instalací a performancí více než 30 autorů z Evropy i světa.
Jedním z jejich prvních společných výstavních projektů byla výstava Křehký – Emocionální krajina českého designu (2009), která se stala základem pro vznik značky Křehký a představila výběr nejpoetičtějších děl českého designu skla a porcelánu.
Vedle těchto klíčových projektů se Jana Zielinski podílela na více než desítce dalších výstav v České republice i v zahraničí – mimo jiné v Miláně, Tokiu, Londýně, Vídni, Lille, Bruselu nebo Sydney – s cílem představovat český design v širším mezinárodním kulturním kontextu.

### Působení v institucích a veřejné sféře
Jana Zielinski iniciovala vznik Asociace průmyslového designu, která posiluje pozici českých výrobců u nás i v zahraničí. V letech 2020–2022 byla členkou představenstva asociace. Od května 2025 je členkou správní rady Nadace Vltavské filharmonie.
Je držitelkou ocenění Nejvlivnější žena v oboru designu VOGUE Leaders za rok 2024 a pravidelně se objevuje také v žebříčku nejvlivnějších žen Česka, který každoročně sestavuje magazín Forbes.

## Publikace

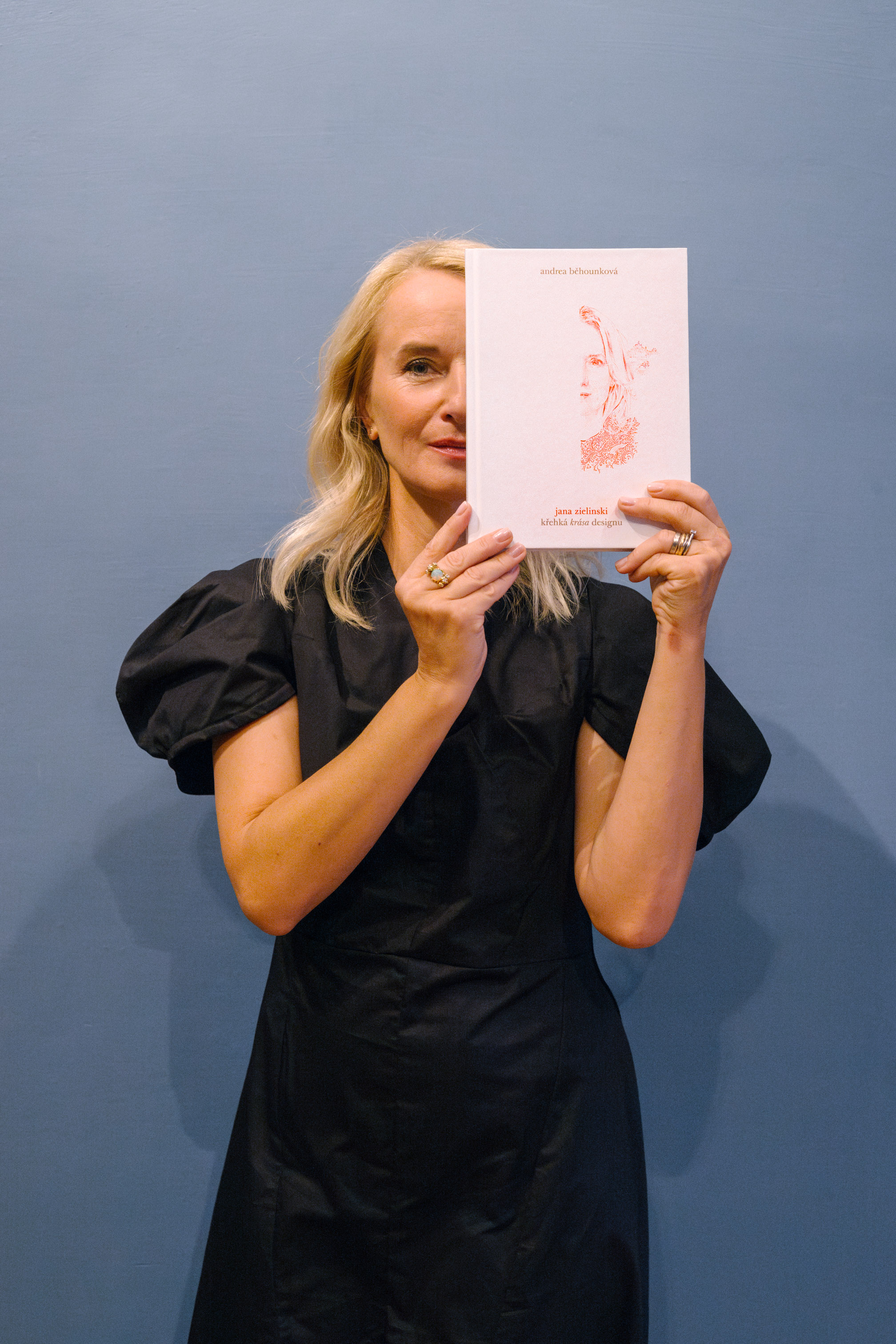
Jana Zielinski na křtu knihy Křehká krása designu.

Jana Zielinski je také autorkou a spoluautorkou několika publikací věnovaných designu. V roce 2009 vydala prostřednictvím agentury Profil Media autorskou publikaci Křehký: emocionální krajina českého designu, která představuje výběr současné české designérské tvorby s důrazem na estetiku, emoci a sběratelskou hodnotu. Kniha vznikla jako součást kurátorského konceptu značky Křehký a reflektuje autorčin pohled na design jako kulturní a citové sdělení.
V roli kurátorky se podílela také na vzniku katalogů k významným výstavním projektům, jako byly Designblok Cosmos, Made by Fire, Terra Alba a další.
V roce 2024 vyšla její životopisná kniha Křehká krása designu, napsaná ve spolupráci s novinářkou Andreou Běhounkovou. Publikace mapuje osobní i profesní cestu Jany Zielinski, její podíl na utváření české designérské scény, založení festivalu Designblok a značky Křehký. Knihu vydalo nakladatelství Nastole / Albatros Media.

## Osobní život
Jana Zielinski je vdaná za divadelního režiséra Thomase Zielinského. Mají dvě děti – Oskara a Emmu.